# Flugphase

Flugphasen: 0-Rollen, 1-Start und Anfangssteigflug, 2-Steigflug, 3-Reiseflug, 4-Sinkflug, 5-Landeanflug, 6-Endanflug, 7-Landung, 8-Rollen

Der Flug eines Flugzeuges wird in mehrere zwingende und teilweise auch optionale Flugphasen unterteilt.

## Flugphasen
- Start und kurz nach dem Abheben (Anfangssteigflug, engl. takeoff and initial climb);
- Steigflug (engl. climb);
- Reiseflug (engl. cruise);
- Sinkflug (engl. descend);
- Landeanflug (engl. approach) – unterteilt in:
  - Anfangsanflug (engl. initial approach);
  - Zwischenanflug (engl. intermediate approach);
  - Endanflug (engl. final approach);
- Landung (engl. landing) – bestehen aus: Abfangen (die Stabilisierungsphase), Aufsetzen, Schubumkehr bzw. Bremsen und letztlich Ausrollen, bis zum Erreichen der Parkposition.

Weitere mögliche Flugphasen während oder bei der Landeprocedures sind noch:
- Fehlanflug (engl. missed approach); siehe auch: Durchstarten (engl. go-around)
- Warteverfahren (engl. holding procedure).

Im weiteren Sinn gehören zu den Flugphasen auch:
- Flugplanung bzw. Flugvorbereitung (engl. flight preparation),
- die Vorbereitung am Boden (engl. ground preparation),
- das Rollen (engl. taxi), die Bewegung des Flugzeuges von der Parkposition bis zum Startpunkt auf der Start- und Landebahn bzw. nach der Landung zurück zur Parkposition,
- Flugnachbereitung (engl.: post-flight operations)

## Übergänge
Bei großen Strahlflugzeugen, die in einer Höhe von ca. 10 km fliegen, werden exemplarisch folgende Flugphasen durchlaufen:
Beim Start beschleunigt das Flugzeug auf VR (Geschwindigkeit am Rotationspunkt) und hebt dann den Bug an. Nach dem Abheben beschleunigt es auf V2 (sichere Steiggeschwindigkeit). Nach Erreichen von 1500 ft über Grund endet der Anfangssteigflug und die Flugbahn wird etwas flacher.
Nun beginnt der Steigflug. Die flachere Flugbahn ermöglicht es die Triebwerksleistung etwas zurückzunehmen und das Flugzeug auf die Steigflug-Geschwindigkeit zu beschleunigen. Meist sind bis FL 100 nur 250 kn erlaubt. Der Punkt, an dem der Steigflug beendet ist und zum Reiseflug übergegangen wird, wird als top of climb (TOC; wörtlich: höchster Punkt des Steigfluges) bezeichnet.
Für den Reiseflug kann die Triebwerksleistung etwas zurückgenommen werden, da keine zusätzliche Energie für den Höhengewinn mehr benötigt wird. Häufig wird während des Reiseflugs in Abständen von 1 bis 2 Stunden nochmals die Flughöhe auf eine höhere Flugfläche geändert (step climb, wörtlich: stufenförmiger Steigflug), da das Flugzeug durch den Treibstoffverbrauch leichter geworden ist und deshalb in noch größerer Höhe – wegen der dünneren Luft – wirtschaftlicher fliegen kann. Am Ende des Reiseflugs liegt der top of descent (TOD; wörtlich: höchster Punkt des Sinkfluges). Hier beginnt der Sinkflug.
Da ein Strahlflugzeug in großer Flughöhe wesentlich weniger Treibstoff verbraucht als in niedriger Höhe, ist es das Bestreben der Piloten, so lange wie möglich auf der Reiseflughöhe zu bleiben. Das Flugzeug darf jedoch nicht über den top of descent hinaus auf seiner Reiseflughöhe bleiben, da es sonst einen zu steilen Sinkflug machen müsste. Dabei würde es zu schnell werden und die Belastungsgrenzen seiner Struktur überschreiten. Die zunehmende Geschwindigkeit beim Sinkflug kann zwar durch das Ausfahren von Störklappen gebremst werden, dabei wird jedoch wiederum Energie verbraucht, so dass das Flugzeug nicht energieeffizient fliegt. Auch das Fliegen von zusätzlichen Kreisen oder Umwegen würde einen weiteren Höhenabbau ermöglichen, wäre aber unwirtschaftlich. Der wirtschaftlichste Sinkflug wird mit minimalem Treibstoffverbrauch durchgeführt, wobei die Triebwerke auf Leerlauf (engl. flight idle) reduziert sind. Der top of descent wird vom Flight Management System berechnet und angezeigt. Ist dieses im Flugzeug nicht vorhanden, dann ist es eine wichtige Aufgabe des Piloten, diesen Punkt zu errechnen oder zumindest abzuschätzen. Dazu gibt es verschiedene Faustregeln für den Piloten.
Der Sinkflug geht am Initial Approach Fix (IAF) in den Landeanflug über und dieser am Final Approach Fix (FAF) in den Endanflug.

## Flugsicherung
Für die Flugverkehrskontrolle während der verschiedenen Flugphasen sind meist unterschiedliche Stellen zuständig. Start und Landung wird von der Flugplatzkontrolle (engl.: aerodrome control, Rufzeichen: TOWER, Abkürzung: TWR) überwacht und gelenkt. Da der Steigflug meist mit dem Abflug identisch ist, wird er durch die Abflugkontrolle (engl.: departure control, Rufzeichen: DEPARTURE, Abkürzung: DEP) kontrolliert. Der Reiseflug, der meist den längsten Teil des Fluges ausmacht, wird von der Streckenkontrolle (engl.: area control) überwacht. Der Sinkflug wird von der Anflugkontrolle (engl.: approach control, Rufzeichen: APPROACH oder ARRIVAL oder RADAR, Abkürzung: APP oder ARR) überwacht.

## Unfälle
In den verschiedenen Flugphasen treten Unfälle mit unterschiedlicher Häufigkeit auf. In Relation zur Dauer der Flugphasen ist die Verteilung der tödlichen Unfälle auf die ersten und letzten Flugphasen konzentriert. In der folgenden Tabelle ist Verteilung der tödlichen Unfälle und der Todesopfer an Bord im Zeitraum von 2004 bis 2013 auf Flugphasen dargestellt. Die Anteile der Flugphasen an der Flugdauer sind geschätzte Werte für einen Flug von 1,5 Stunden Dauer.
| Unfallhäufigkeit in verschiedenen Flugphasen | Unfallhäufigkeit in verschiedenen Flugphasen | Unfallhäufigkeit in verschiedenen Flugphasen | Unfallhäufigkeit in verschiedenen Flugphasen |
|                                              | Flugdauer (in %)                             | Tödliche Unfälle (in %)                      | Todesopfer an Bord (in %)                    |
| -------------------------------------------- | -------------------------------------------- | -------------------------------------------- | -------------------------------------------- |
| Rollen                                       | –                                            | 10                                           | 0                                            |
| Start                                        | 1                                            | 8                                            | 7                                            |
| Anfangssteigflug                             | 1                                            | 6                                            | 3                                            |
| Steigflug                                    | 14                                           | 8                                            | 12                                           |
| Reiseflug                                    | 57                                           | 10                                           | 20                                           |
| Sinkflug                                     | 11                                           | 3                                            | 3                                            |
| Landeanflug                                  | 12                                           | 8                                            | 15                                           |
| Endanflug                                    | 3                                            | 22                                           | 22                                           |
| Landung                                      | 1                                            | 25                                           | 18                                           |